# アソボット戦記五九

『アソボット戦記五九』（アソボットせんきごくう）は、エイベックス主導で展開されたメディアミックス企画の名称である。

## 概要
当初の予定としては、エイベックスの総力を上げてアニメ・漫画にとどまらない大々的なコンテンツにする構想があったようで、最終的にはテーマパーク化までを視野に入れていた。2000年6月に『孫悟空の冒険（仮題）』として発表されたプレスリリースでは「2004年3月期には100億円規模の売上を目標」とある。
しかし、肝心の人気が伴わず、テレビシリーズDVDの発売は全52話中20話までで中断している。アニメーションの出来に関してもあまり良い評価を受けているとは言えず、放送当時も作品の内容よりも設定破綻と作画崩壊やシュールな展開に注目する視聴者のほうが多かった。作品後半からは、声優によるアドリブと思しき遊び心の効いたセリフが非常に多く、その点もまた注目される要因となった。

## あらすじ
1000年のコールドスリープから目覚めた少年サンゾウが、あと一年で破滅のときを迎える未来世界を救うべく49個ある鍵を探しだし、第一世代アソボット五九たちと共に東の果てジパングへと旅をする。

## 世界観
本作品の舞台は、現代（21世紀）から1000年後の世界である。大洋の殆どが干上がり、砂漠の惑星となっている（序盤のトンゴーのセリフによると、過去の人類の過ちによるらしいが、詳細は不明）。砂漠の中に居住区が点々と存在しており、人間とアソボットが共存する。近未来であるため、ある程度のメカニカルな技術は存在するが、長い年月をかけて風化した列車が、ヤマタノオロチのような邪神に見立てられるなど、かつての文明の記憶は消え失せてしまった。

## 用語
アソボット
ASSOCIATION ROBOT（アソシエーション ロボット）の略。人間と同様の感情を持ち、食事をし、成長もする機械生命体。平たく言えば意思を持ったロボットである。サンゾウの父キュウゾウが1000年前に開発した99体が祖先で「第一世代（1st）」。本編において第一世代はほぼ絶滅状態となっており、このほかに「第二世代（2nd）」と「第三世代（3rd）」へと続く。
アソボットの世代は体のどこかに描かれている文字と瞳の色で判断することが可能。漢数字・あるいは青い瞳が第一世代、アラビア数字・あるいは緑色の瞳が第二世代、ローマ数字・あるいは赤い瞳が第三世代である。第一世代は五九・魅音・紫苑、第二世代はトンゴー・ジョー、第三世代は全て敵役となっている。
破滅ウイルス
アソボットを凶暴化させるウイルス。1000年前にプロフェッサー「D」が作り出し、この世を破滅に導こうとした。突然発症するものや任意で発症するもの、果てはプロフェッサー「D」によって意図的に直接摂取を受けたものもいる。
しかし破滅ウイルスに感染するのは第二世代以降であり、第一世代は感染しない。
この世の終わり
大破壊の後、1000年後に訪れる第2の破局。キュウゾウ博士の言う「この世の終わり」とは、全世界に破滅ウイルスが蔓延することで第一世代を除く全てのアソボットが凶暴化してしまう、いわば「世紀末」状態のことである。
ジパング
旅の最終目的地。日本。他の村に比べて人は全くおらず、酷く荒廃している。「双頭の龍の扉」は、変わり果てた東京都庁の入り口となっており、東京都庁そのものがプロフェッサー「D」の拠点となっている。
49の鍵

コラボアップ
アニメ版のみの要素。特定の鍵を7つ集めることで発生する、いわゆるアソボットのパワーアップである。鍵はただ7つ集めればいいというわけではなく、持ち主に相応しい鍵を集めなければ意味がない模様。
カルテット
プロフェッサー「D」直属の配下。アニメ版と漫画版ではメンバーが全く異なる。

## 登場人物

### 主要人物

#### 五九盗賊団
その名の通り、五九をリーダーとする盗賊集団。初期は五九・トンゴー・ジョーの3人であったが、サンゾウとの出会い以降は徐々にメンバーが増えていく形となる。漫画版では「五九一家」となっている。
五九（ごくう）
声 - 山口勝平
本作の主人公。カカ･マウンテン出身の「最強最悪」を自称する非常に楽天的で下品でスケベな第一世代アソボット。猿顔のため周りからは「サル」と呼ばれることが多く、本人はそれを激しく嫌っている。しかし感情的になった際は猿のような奇声を発したり、好物がバナナであるなど本能的には猿であることが窺える。楽天的な性格だが、親友であるトンゴー･ジョーが敵によって重傷を負った際には涙を流して敵を討つなど、意外に仲間思いな一面もある。
「最強最悪」はあくまで自称ではあるが、実際の戦闘能力は高い。サンゾウにハモニカで（漫画版では「弱い相手に対してより弱くなる」アニメでは「女子供に対して弱くなる」）コマンドを入力され、それ以降は弱い相手からの攻撃を受けるとものすごい勢いでふっ飛ぶようになったため、手が出せなくなってしまった。サンゾウにコマンドを解除してもらうため、仕方なくサンゾウの旅に同行することに（本人はお宝探しのついでだと言い張っているが）。
如意棒を模した変幻自在の「ジョイスティック」を武器とする。服装は、漫画版では「プロテクター」と呼ばれる鎧のようなものを常備しているが、アニメ版では普段は白シャツに短パン（クシャナ村編以降は背中に「五九」と描かれた洋服）の軽装だが、戦闘時は後述するスカイウォーカーからプロテクターを受け取り「大変身」する。変身後は五九のもみ上げがギザギザになり、ジョイスティックにも青色の炎のような模様が入る。また、変身中に五九の顔が一瞬大人びた姿になるが、実際は特に変化していない。ジョイスティックを用いた多くの技を持ち、戦闘時は敵に対してほとんど五九が止めを刺している。
コラボアップ後は頭髪が若干伸び、以前のプロテクターに比べてやや肌の露出が増えた姿になる。ジョイスティックには模様が入らなくなった代わりに棒の部分に6つのリングが付き、リングを使用した攻撃も可能となった。しかし当初はその力を制御できず、真価を発揮できなかった。コラボアップ当初はスカイウォーカーを必要としなかったが、45話以降はなぜか再びスカイウォーカーを介して変身するようになった。
サンゾウ / 玄奘三蔵（げんじょう さんぞう）
声 - 関智一
本作のもう一人の主人公。素直で正義感の強い少年。現在の東京から1000年の眠りについて、砂漠化した作中の時代で覚醒（テンジク砂漠で気絶していたところを漫画版ではスージィに発見され、ミロク村で治療を受けて目覚めた。アニメ版では五九盗賊団の乗るコンテナの破片が体に突き刺さり、そのショックで蘇生）した。世界を救う救世主として、49の鍵を集める旅に出る。1000年前に五九を「共に運命を切り開く」パートナーアソボットに決めていた。五九との対面時にコマンドをかけ、「コマンドを解除するためにはジパングに行く必要がある」と理由をつけて半ば強引に五九盗賊団を旅に同行させた。
サンゾウが五九を選んだ理由は、現代編で後述するレイと共に神社でひいたおみくじの「運命の数字」がそれぞれ「五」と「九」であったことから、59番目にナンバリングされていたアソボット（＝五九）をサンゾウが選んだため。また、五九のネーミングの由来は呼んで字の如く「五」と「九」の語呂合わせであると同時に、五九が猿顔で孫悟空似であることにも起因するものである。後述する魅音は30番目・紫苑は40番目であり、名前はやはり番号の語呂合わせになっている。
ハーモニカ型の入力端末「ハモニカ」を持ち、それを吹くことによってアソボットの治療や破滅ウイルスの除去などを行うが、ウイルスの除去が可能なのは第二世代までで、第三世代には効果がない。サンゾウ自身は戦闘能力を持たないが、常時着用している特殊金属製のマントを敵の攻撃からの防御壁として使うことも出来る。
漫画版の6巻終盤から7巻にかけては服装が変わり、ハモニカが大型の銃器に変化（どのような経緯で変化したのかは不明）、戦闘能力を有するようになった。
スージィ
声 - 飯塚雅弓
フルネームは「ゴータ・マ・スジャータ（アニメ版では「ゴータ・マ・スージィ」）」。 人間の少女で、後述する村長「ゴータ・マ・テンドウ」の娘（漫画版ではテンドウに拾われた孤児、アニメ版では実娘）。明るく物事をハッキリという強気な性格で、五九に対してはやや暴力的。父であるテンドウに伝説の結末を見届けてくることを託され、サンゾウ一行と共に旅立つことを決心し、仲間に加わった。五九がサンゾウにコマンドを入力されて以降、五九への制裁は主に彼女が行っており、その際は勢い良く殴ったり蹴ったりするなど過激なものが多い。
髪型・服装は漫画版では横髪の毛先に飾りの付いたセミショートだが、6巻終盤から7巻にかけては脚まで掛かるほどのロングヘアに帽子を被り、胸部を露出した薄着に短パンを着用している。そのほか、以前に比べてなぜかスタイルが良くなり、喫煙もするようになった。アニメ版では初期は漫画版と同じセミショートだが序盤で散髪し、以降はボブカットに丈の短いチャイナドレスを着用している。その丈の短さから、スケベな五九がパンツを見ようとすることが何度もあった。
普通の人間であるため基本的に戦闘能力は持たないが、漫画版6巻終盤から7巻にかけては蝶のようなものを操り、サンゾウ同様に戦闘能力を有するようになった（どのような経緯でそうなったのかは不明）。アニメ版では49の鍵の一つ、「太陽の弓」を使用し敵のアソボットを混乱させる（この弓はこの時代の人間しか使えない）。また、アニメ版のジュモク村編ではビッグトカゲ団の下っ端のアソボットを軽く蹴散らしていたことがある。
トンゴー
声 - 国本武春
五九・ジョーの親友で第二世代。片目に眼帯を付けた、豚のような姿をした大柄のアソボット。胸部に円形のハッチのついた鎧を着ており、漫画版ではその内部に赤ん坊のような生物が確認できるが、これはトンゴーの知能のような存在で、実に300年間は生きているという。ただし、ハッチの中でしか生きることができないらしい。アニメ版では赤ん坊は入っておらず、ハッチの中には小物の収納スペースがある。「強力のトンゴー」や「鎖ハンマーのトンゴー」の異名を持つ。その見た目から「ブタ」と呼ばれることもあるが、本人は満更でもない様子。見た目通り力が強く、また料理も上手。
アニメ版では指先に治療機器が備わっており、人間を治療することが出来る。また、入浴時はなぜか女性用のビキニを着ている。敵を惑わす為に、グラマラスな女体となって現れたことがあるが、身体的には女性なのか、それとも何らかの方法で一時的に女性の体になっていたのかは不明。かつては故郷で介護アソボットとして働いていたが、ある日赤ん坊を死なせてしまい、そのことに責任を感じて村を去ったという過去がある。
鎖の先端にトゲ付き鉄球（アニメ版では分銅）の付いた「鎖ハンマー」を武器とした力押しの戦法を得意とする。コラボアップ後は鎧と眼帯の形状が変化するほかに顔の両脇の毛が伸び、頭頂部にはモヒカンのような毛が生え、いかにも悪役と言える出で立ちになる。鎖ハンマーは分銅が左右にトゲの付いた大型の鉄球に変化する。
単行本の設定資料によると、初期設定では他の山賊のボスであり、従来よりもやや強面になっている。
ジョー
声 - 佐々木望
五九・トンゴーの親友で、トンゴーと同じく第二世代。足元まで隠れるほどの青いロングコートを着た、美形のアソボット。「死神のジョー（アニメ版では「十字架のジョー」）」という異名を持つ。葉っぱのようなものが円状に付いた帽子を被り、口元をマスクで隠している。水が大好きで、それに関する知識は豊富。また工作も得意でメンテナンスは彼が行っており、アニメ版ではスカイウォーカーをレース用のマシンに改造したこともあった。五九・トンゴーに比べてテンションはやや低めだが極端にクールというわけではなく、口数は多い。平気で寒いギャグをかますこともある。
かつては優秀な工作アソボットとして故郷の村人に慕われており、子供達のために遊具などを作っていたが、ある日その遊具が崩壊してしまったことで大事故を引き起こしてしまい、その結果村人から反感を買われ村を追放された過去がある。
「羽剣」という葉っぱのような形状の全方向が刃になっている短剣（帽子についているそれに酷似）を武器とし、複数本を同時に投げつけたり、手持ちで直接斬りつけて攻撃する。この他にそれとは異なるもう1つの羽剣（こちらは1本のみで、柄と刃に分かれた普通の短剣）と、強風を放つ扇子のようなものも所持している。コラボアップ後は身軽な服装になり、もう1つの羽剣が変化した「フェザーブレード」という長剣を腕に装備する。それによって水のようなエネルギーを刀身に纏い、高く飛び上がって斬りつける「飛翔斬」という技を使用するようになった。終盤ではさらにフェザーブレードの形状が若干変化して左右に刀身の分割が可能となり、それぞれを「疾風剣」・「烈風剣」という二刀流として使用するようになった。
単行本の設定資料によると、初期設定での名前は「カッパ」で、無口なキャラクターであった。また、顔面は布で覆い尽くされているため確認できない。
スカイウォーカー
五九の愛馬アソボット。どのような経緯で出会ったかは不明だが五九にとても懐いており、意思の疎通ができる模様。五九の「大変身」の際にプロテクターを届ける役目を持ち、その際は3DCGでモデリングされた、より機械的な姿に変化する。腹部の側面はジェットエンジン付きの翼が収納されており、飛行も可能。仲間がピンチの際には敵に不意討ちを仕掛けたりするなど、意外に活躍する場面は多い。基本的に馬の鳴き声を発するだけで喋ることはないが、漫画版の終盤ではスカイウォーカーを介してキュウゾウ博士の意思が言葉を発している。
魅音（みおん）
声 - 高山みなみ
抜群のスタイルにピンク色のロングヘアが特徴的な女盗賊アソボット。第一世代。神出鬼没でずる賢い性格をしており、五九盗賊団の行く先々に先回りしては敵と手を組んで49の鍵を横取りしようとしたり、敵に裏切られて捕まってしまった際には五九盗賊団に寝返って助けを求めたりするが、逆に五九盗賊団をピンチから助けることもある。当初は五九の持つジョイスティックを手に入れようとしていたが、自分では使いこなせないことが判明してからは狙わなくなった。「サティ」というフェレットのような姿をした小動物型のアソボットをつれており、それをスケボーのような乗り物に変形させて移動手段として使うこともある。
登場当初は非常にクールな性格あったが、回を重ねるにつれて徐々に性格が丸くなり、五九と大差無いほどテンションが高くなった。自由に行動したいという理由から仲間を組まずに常に一人で行動していたが、最終的に五九盗賊団の仲間として行動を共にするようになった。ドクロマークの付いたガムを食べて巨大に膨らませ、それを爆発させて攻撃する「ガムガムボンバー」という技を使う。この他にアニメ版ではチョコの操り人形である「チョコマンドー」や、キャンディの煙幕「キャンディダイナマイト」など、洋菓子を模した武器を使用している。
服装は、初期は前方に「死（アニメ版では縦書きに「三十」）」と書かれた丸い大きな帽子にタイトな上着とミニスカートを着用。全体的に濃い紫色を基調としている。コラボアップ後は服装が大きく変わり、肌の露出が増えたデザインになる。またハートの飾りの付いた傘を持つようになり、それで敵の攻撃を防いだり、飛行も可能になった模様。また五九やトンゴー、ジョーとは異なり、コラボアップ以降は初期の服装には戻らず、常にこの服装でいることが多い。
シュール
漫画版にのみ登場。魅音の手下。
リアル
漫画版にのみ登場。魅音の手下。
紫苑（しおん）
声 - 榎本温子
アニメ版オリジナルキャラクター。第一世代アソボット。魅音が目覚めた直後に彼女も目覚めたため、魅音を姉のように慕っている。外見はツインテールにヘルメットを被った幼女とスタイル抜群の成人女性の2種類の姿を持ち、任意でそれぞれに変身が可能のようである。後に幼女の姿で五九盗賊団に加わるものの、その正体はサンゾウを監視するためにプロフェッサーDが送り込んだスパイであり、同行している通信機を兼ねたキツツキのようなアソボットを介してプロフェッサーDやカスパーと通信を行っていた。
幼女時はスージィとは気が合うようであり、二人で五九を制裁することもあった。 成人女性の姿では主にカルテットの一員で敵として登場し、戦闘時は三味線のような武器を使用する。登場当初は五九盗賊団含め魅音もその姿が紫苑であるとは誰も気づかなかった。しかし、五九盗賊団との敵対やスパイ活動を行っていたのはプロフェッサーDに洗脳されていたためであり、魅音の必死の説得に対して頭を抑えて苦しむことがあった。洗脳が解けて以降は常に幼女の姿で魅音と同行するようになった。ヘルメットをはずした後の頭部には「四十」の文字の書かれた札のようなものが確認できるが、38話での入浴時にヘルメットをはずした際はなぜか札がついていなかった。漫画版では本編に登場しないものの、7巻の表紙や終盤の1ページに彼女らしき少女が描かれている。
ヤズー
声 - 三木眞一郎
五九のライバルと言える存在で、銀髪で美形の第三世代アソボット。前髪で片目が隠れている。戦闘能力は非常に高く、当初から五九を圧倒するほどの強さを見せ付けた。初登場したテルミニ村編では純粋な悪役で「寄生アソボット」であり、カオスII世の体に寄生して乗っ取ることで、一人二役の演技をして村人を騙していた。その後破滅ウイルスを発動した際に一度は五九に倒されたが、後に復活し再登場。その際は長髪にロングコートという出で立ちに変化しており、以前のような寄生アソボットではなくなっている。また、当初に見られた悪徳な性格から一変して冷静なダークヒーローのような立ち位置になった。 この時点から徐々にプロフェッサーDに対して疑念を抱くようになっていた。
終盤ではプロフェッサーDに反旗を翻し、五九達と共闘。最期はプロフェッサーDと共に自爆・消滅した。また、漫画版ではオーロラシティ編で五九との死闘を繰り広げ、互いの実力を認め合った。アニメ版では自尊心が高く、自らを「第三世代を超えた、新世代アソボット」であると語ることが多い。また、最終回エンディングでは旅する五九一行を遠くから見守っている彼らしき人物が確認できる。

#### 現代編
1000年前の現代編に登場するキャラクター。
キュウゾウ / 玄奘久造（げんじょう きゅうぞう）
声 - 納谷六朗
サンゾウの父親で、アソボット開発の第一人者。スケベな性格だが、根は真面目（アニメ版ではシリアスな風貌の科学者）。1000年前にこの世の終わりを防ぐべく、サンゾウをコールドスリープさせた。ジパング編では脳の入った小型メカを介して「意思だけ」再登場した。
レイ
キュウゾウ博士が開発した、アソボットの試作機（プロトタイプ）。試作機0（レイ）号ということから、その名がつけられた。外見はサンゾウと同年齢ほどの美少女で、やや荒っぽいが楽天的で明るい性格。スタイルも良い。人間とほぼ同じ姿であるがその力は凄まじく、キュウゾウ曰く「パワーセーブをしないと挨拶で人を殺しかねない」ほどであるという。 キュウゾウが人間とアソボットが共存できるかを調査するため、サンゾウと共に学校生活を送ることになった。その最期はサンゾウを護るために後述する爽香らと共に自爆・消滅し、ハート型のプログラムチップだけが残された。
しかしそのチップを基にアソボット開発は順調に進む形となり、わずか3か月で全てのロボットはアソボットへと進化を遂げることができたようである。そのためレイは全てのアソボットの「母」と言える存在であり、本編における全99体の第一世代アソボットは彼女の意思を本当の意味で受け継いだ純血、いわば子孫といえる存在である。漫画版のオーロラシティ編では実体ではないものの、サンゾウと再会している。
プロフェッサーD / 出門龍太郎（でもん りゅうたろう）
声 - 野沢那智
破滅ウイルスを作り出した張本人。かつてはキュウゾウの同僚であり、共にアソボットの研究を進めていたが、その実はキュウゾウの考えとは正反対でアソボットは人間との共存のためではなく、「地球を汚染してきた人間をアソボットが排除することで、地球を本来の美しい姿に戻す」ことを目的としていた。現代の時点でサンゾウと同様にコールドスリープによって1000年の時を越え、サンゾウの旅を妨害するべく数々のアソボットを仕向けていた。五九や魅音からは「プロフェッサーB」・「プロフェッサーG」などと、最後まで何度も間違った名前で呼ばれ続けている。
最終的には漫画版では自らロボットのような姿に変形、アニメ版では破滅ウイルスを伴った巨大な食虫植物のような怪物と融合して五九盗賊団を追い詰めるものの一度は倒され、後に天使のような姿で再び復活するが、反旗を翻したヤズーの手によって自爆に巻き込まれた。
藤村爽香（ふじむら さやか）
漫画版に登場。サンゾウのクラスメイト。容姿端麗で、勉強・運動もそこそこ出来る大人びた外見の少女。レイが転校して来るまではクラス一の人気者だった。
その正体はレイを破壊する（＝キュウゾウのアソボット開発を頓挫させる）ためにDが作り出したロボットであり、最終的に後述する宗一と共に巨大な怪物のような姿になり、サンゾウとレイを襲撃した。
藤村宗一（ふじむら そういち）
漫画版に登場。爽香の兄。 爽香同様、正体はDの作り出したロボットであった。

### その他の登場キャラクター

#### フリガンズ
GK（ジーケイ）
声 - 大塚明夫
フリガンズのリーダー格のアソボット。その外見はドイツ代表のゴールキーパー「オリバー・カーン」に酷似している。サッカーボール状の爆弾を使った攻撃を得意とする。五九とは昔から仲が悪かったようである。腹部に大きく「フ」の字の書かれた黒装束に、左右に円筒状の突起が付いたヘルメットを被った醜いアソボットを何体も従えている（その中には性別的に女と思わしき者も一体混じっている）。アニメ版では五九に倒されても懲りずに幾度となく現れるため、敵役としては登場回数が多い。
ジュテーム
声 - 小西克幸
アニメ版オリジナルキャラクター。GKの配下で、オカマのアソボット。その生理的に不気味な容姿は五九やトンゴーでさえ受け付けられず、まともに戦うことができなかったほど。トンゴーの故郷を占拠していたが五九に倒され、それ以降は別の街でダンサーとして再登場。その後も第42話にて雇われアソボットとして再登場している。なお、倒される際はわざわざ化粧を直してから気絶するなど、美に対しては妙なこだわりがあるようである。恐らく作中で唯一、五九が苦手としている敵であるといえる。

#### ミロク村編
ゴータ・マ・テンドウ
声 - 堀勝之祐
ミロク村の村長。五九とは旧知の仲で、かつては「山賊王ドラゴ・ヴェーダ」として恐れられていた。その際は一度五九を倒しているようである。山賊を引退してからはミロク村の村長となり余生を送っていたが、マリオ兄弟に村を襲撃されたことにより再び立ち上がった。しかし体が老いていたためにまともに戦えず返り討ちにあってしまい、娘であるスージィに自分の代わりに伝説の結末を見届けてくることを託した。その後漫画版では一命を取り留めたが、アニメ版では死亡した。
漫画版では6巻終盤から7巻序盤にかけて再登場し、サンゾウとスージィを影から支えていたことが明らかとなる。

#### テルミニ村編
ユウ
声 - 相田さやか
人間の少年。姉を大蛇神の生贄で失っており、これ以上生贄を出さないために奮闘する。
ルルカ
声 - 小林沙苗
人間の少女。ユウの友達で、今回の大蛇神の生贄に捧げられることになってしまった。
カオスⅡ世
声 - 三木眞一郎
テルミニ村の神官長。ヤズーとは旧知の仲であり、友であった。村人からも慕われている。大蛇神に村人の生贄を捧げるように仕向けた張本人であるが、大蛇神に関する一連の策略は彼自身によるものではなく、全て彼の体を乗っ取ったヤズーの仕業であった。
漫画版では6巻終盤から7巻序盤にかけて再登場し、五九盗賊団と共闘し、散っていった。

#### ジュモク村編
いずれもアニメ版オリジナルキャラクター。
クチナ
声 - 田中伸幸
人間の男性。村人からの人望も篤い。
タマラ
声 - 西村ちなみ
人間の女性。クチナの恋人。
ユアン
声 - 千葉一伸
ジュモク村村長。タマラの兄。アソボットを嫌っており、五九盗賊団を村に入れることを快く思っていなかった。
ズッソ
声 - 中田和宏
全身が緑色で丸いサングラスをかけた盗賊アソボット。時々語尾に「ベイビー」をつけるのが口癖。爬虫類のような外見の子分のアソボットを従えており、自らの率いる「ビッグトカゲ団」でジュモク村の水を奪うべく、幾度にわたり村を襲撃していた。斧のような武器を使うほか、耳からはジェル状の爆弾を生成できるようであり、村の裏切り者にそれを使用させて村の砦を爆破した。子分との合体が可能で、巨大な爬虫類のような姿になることもできる。最後は五九盗賊団に敗れ、湧き出た水流に流されてしまった。

#### ルコラ王国編
ミュール
声 - 豊口めぐみ
ルコラ王国の王女。容姿端麗でスタイル抜群。人前では暗く冷静に振舞っているが実際はとても明るい性格であり、五九もそのギャップに驚いていた。トライナイツの一人であるシリウスとは相思相愛であり、何度も密会していた。実は第二世代アソボットで、代々背中に49の鍵を隠していた。
サイトス
声 - 森川智之
ルコラ王国トップの剣士「トライナイツ」の一人。容姿端麗で剣術も達者な第二世代アソボット。その容姿から、女性には非常に人気がある。実は後述するカスパーの手先であり、破滅ウイルスの感染者。「フライキラー」と呼ばれる蜂のような小型メカを用いて金属にウイルスを注入、自在に操ることが出来、トンゴーや五九を苦しめた。また、破滅ウイルス発動時には全裸の巨大な姿に変貌を遂げたが、五九に体の膨張を妨害され、そのまま弾けてしまった。アニメ版では一命を取り留め、病室に運ばれるも、失態の罰としてカスパーに始末された。
シリウス
声 - 千葉進歩
トライナイツの一人。色黒でやや悪人面の第二世代アソボット。トライナイツに入る前までは盗賊団のリーダーとして荒くれており、その際にジョーとは面識があったようである。盗賊時代に「Dの戦士」と名乗る楽器を持った4人組（＝カルテット）に圧倒され、砂漠で倒れていたところをミュール王女に救われたことから、彼女に忠誠を尽くすことを誓った。本名は「エル・ジイド」だが、トライナイツに入る際にその名前は捨てている。
漫画版では6巻終盤から7巻序盤にかけて再登場し、五九盗賊団と共闘した。
ガルーツ
声 - 稲田徹
トライナイツの一人。大柄で筋肉質の第二世代アソボット。片目が赤いオッドアイ。巨大なチェーンソー状の武器「チェーンソーブレード」を使ったパワー戦を得意としている。

#### リトルジパング編
いずれもアニメ版オリジナルキャラクター。
鍋爺
声 - 田の中勇
妖怪アソボット。頭に鍋を乗せた提灯のような顔の老人。
城主
声 - 石丸博也
顔面に隈取をした殿様のような出で立ちのアソボット。本名は不明。ある日突然現れ、リトルジパングを支配していた。公開処刑を見ながら酒を飲むのが趣味であるという。戦闘時は後述する大明神を使用するため、城主自体は強いのかは不明。
大明神
三つ目の妖怪のような姿をした巨大なアソボット。その巨体がタワーにぶら下がる様は、海外映画「キングコング」を髣髴とさせる。その正体は城主の操縦するロボットであり、サンゾウによってコクピットの位置を探し出され、最期は五九によって城主と共に倒された。

#### クシャナ村編
カリン
声 - 小島幸子
クシャナ村の道場の1つ「クラマ道場」の師範を務める人間の女性。抜群の巨乳の持ち主。闘技大会で父親をガンツに殺されている。
ソウヤ
声 - 浪川大輔
カリンの同志の美形の青年。表向きはガンツから道場を護ろうとするが、その本性はガンツのグルであった。その最期は待ち伏せしていた五九に倒された模様（どのようにして倒されたかは不明。また、その後の行方も定かではない）。
ガンツ
声 - 飯塚昭三
プロフェッサーDの配下で、大柄で不気味な目つきに矯正器をつけた口など、いかにも悪役といえる出で立ちのアソボット。自身の経営する悪徳道場「ガンツ道場」の師範であり、闘技大会の出場料を支払えていないクラマ道場に対して、ガンツが出場料を支払う代わりにプロフェッサーDからの命令で担保としてカリンの持つ49の鍵の1つを奪い取ろうとしていたが、実際は仮にクラマ道場が出場料を支払えたとしても、最終的には強引に鍵を奪い取るつもりであった。
巨大な鉄槌を武器とするほか、口から瞬間凍結液を吐き出すことでダメージを受け流すことができ、それを浴びて身動きの取れなくなった相手を鉄槌で一撃粉砕するという恐ろしい戦法を得意し、多くの相手を葬ってきた。カリンの父もそれによって命を落としている。その戦法で五九も追い詰めたが、サンゾウの協力によって凍結液の嘔吐を妨害され、最期は五九によって倒された。
ガブル
声 - 塩屋浩三
ガンツの手下のアソボット。かなりの肥満で巨体。斧のような武器を使用する。しかし闘技大会ではソウヤの代役として出場した五九に秒殺されてしまった。

#### アスカ村編
バンダム
声 - 堀勝之祐
アニメ版オリジナルキャラクター。人間の男性。偶然にもその容姿はテンドウに似ており、スージィは彼に接触した際に父のことを思い出している。

#### オーロラシティ編
いずれもアニメ版オリジナルキャラクター。
チョコ
声 - 成田紗矢香
人間の少女。やや天然な性格をしている。
ミルク
声 - 生駒治美
チョコの妹で、クルミの双子の姉。
クルミ
声 - 小松里賀
チョコの妹で、ミルクの双子の妹。
ガリン
声 - 田中亮一
プロフェッサーDの配下。雪だるまアソボットを従えてオーロラシティを占拠し、街の核である「アイスクリスタル」を操作してオゾン層を破壊しようとしていた。両刃の斧を武器とし、その先端からは冷凍光線を発射することもできる。

#### 竜宮島編
いずれもアニメ版オリジナルキャラクター。
マーメイ
声 - 徳永愛
竜宮島に住む、人魚のような姿のアソボット。銛を武器としている。「マーメイ」は固有名詞ではなく、全く同じ外見のものが複数匹いる。五九盗賊団が接触したのはその中の1匹である。普段は鳴き声を発する程度だが、実際は普通に喋ることができるようである。
乙姫アソボット
その名の通り乙姫の姿をした美女アソボット集団。個々の名前は不明。しかしその正体は竜宮島を占拠し、マーメイたちを召使いとしてこき使っていた醜い魚人アソボットであった。目から対象をメロメロにする 「セクシービーム」を放ち、五九盗賊団の男性陣を洗脳して家事全般の仕事をやらせ、一生こき使おうとしていた。

#### カルテット
アニメ版では紫苑もメンバーの一人だが、既述済みなので割愛する。
カスパー
声 - 小杉十郎太
アニメ版に登場。仮面を被り、道化師のような奇抜な服装をしたアソボット。ルコラ王国編から度々登場し、人気のない所で一人無言でバイオリンを弾いていることが多い。終盤では五九盗賊団と直接接触し、その際は若干服装が青色を基調としたものに変わり、バイオリンを銃器に変化させて戦う。また、普通に会話もしている。
マーティ
アニメ版に登場。 色黒のアソボット。寡黙で、カスパーと行動を共にすることが多い。トランペットを持ち、戦闘時はそれを銃器に変化させて使用する。ジパングでの戦闘の際は少年（声 - 三瓶由布子）と少女（声 - 城雅子）のアソボットを従えている。
最期まで一度も声を発することがなかったため、担当声優はいない。
マリー
声 - 千葉千恵巳
アニメ版に登場。ゴスロリの少女アソボット。見かけによらず性格は冷酷。円状に並んだ打楽器を武器とし、それによる音の振動で自身を巨大化させる幻影を作り出して戦う。
ベイス
漫画版に登場。鎧武者のような姿のアソボット。「白雪姫」と呼ばれる女性のアソボットを従えている。テンドウとは面識があり、かつてはテンドウの率いる山賊団を全滅させていた。地割れを起こすほどのパワーを持つほか、白雪姫は扇子のような弓矢から雨のように矢を降らせてサンゾウとスージィを苦しめたが、五九によって瞬殺された。
キーボス
漫画版に登場。ウェーブ掛かったロングヘアのアソボット。植物型アソボット「フレシア」を自在に操り五九盗賊団を苦しめたが、駆けつけたカオス二世と共に消滅した。
ドラムス
漫画版に登場。長髪で爬虫類のような外見のアソボット。
サックス
漫画版に登場。機械的な姿のアソボット。ドラムスと共に現れ、同時攻撃を仕掛けてきた。

#### その他
マリオ兄弟
声 - 志村知幸（兄）、千葉進歩（弟）
GKに雇われた、二人組みの殺し屋アソボット。個々の名前は不明。兄は大柄で肥満体、弟は長身痩躯という出で立ち。テンドウとは以前に面識があったようである。腕部の巨大な爪と大型の鎌を武器とするほか、貼り付けた相手を操る「マリオネットシール」を使用してトンゴーとジョーを苦しめたが、そのことがきっかけで五九の怒りを買い、最終的に五九に兄弟揃って外皮を削ぎ落とされ敗北。
アニメ版では第42話にて雇われアソボットとして再登場したが、意見の食い違いによる仲間割れであっけなく自滅してしまった。
フレイム
声 - 梁田清之
アニメ版オリジナルキャラクター。ヤズーの配下の溶接アソボット。いかにもロボットといえる外見をしており、両手からは火炎放射・肩部からは高熱の蒸気を発し、さらには回転による肉弾戦も得意とする。五九に敗北後はヤズーにリベンジのチャンスを求めるものの、フィオーレによって始末されてしまった。
フィオーレ
声 - 横山智佐
アニメ版オリジナルキャラクター。ヤズーの配下の和装でおかっぱ頭のガーデニングアソボット。笛を吹くことによって樹木を操り、その際はなぜか毛が伸びる。五九に一度は敗れたものの、後にテルミニ村で再登場。しかしその後もトンゴーとジョーによって倒された。
ウィンド
声 - 藤原啓治
アニメ版オリジナルキャラクター。ヤズーの配下。風を操るアソボット。両手両足がジャイロになっており飛行が可能。腹部から竜巻を発射して攻撃する。スージィを誘拐するものの、人質が通用しない五九の前に敗れた。
ペガサスナイト
声 - 関俊彦
アニメ版オリジナルキャラクター。顔の半分をマスクで覆った、剣士のような姿のアソボット。侍口調でしゃべり、「ストロングで強い」・「最後のラストだ」など、二重の言い回しをする。翼を生やしており、それによる飛行も可能。戦闘力はジョーと互角で一度は勝利するも、再戦時はコラボアップしたジョーの前に敗れた。
エレファントビショップ
声 - 若本規夫
アニメ版オリジナルキャラクター。大柄で筋肉質のアソボット。巨大な肩パッドに象の鼻のように長いノズルの付いたマスクを付けている。トンゴーを上回る怪力を持ち、何度もトンゴーを圧倒したが、最終的にコラボアップしたトンゴーの前に敗れた。
ドーベルマンキング
声 - 檜山修之
アニメ版オリジナルキャラクター。王冠のような帽子にマントを着用、巨大な薙刀を武器としている。女好きであり、好みの女性を見ると尻尾を激しく振る。外見は人間に近いが習性は犬そのもので、猿似の五九とは文字通り「犬猿の仲」である。ブルドッグのようなアソボットを子分として従えている。料理村を襲撃し、料理のタダ食いを繰り返していた。最期は五九の前に敗れた。
キャットルーク
声 - 浅川悠
アニメ版オリジナルキャラクター。中性的な容姿のアソボット。角笛を所持しており、それを吹くことによってペガサスナイト・エレファントビショップ・ドーベルマンキングを操る（劇中では、サンゾウのハモニカと同様の効果があることが窺える）。魅音は男だと思い込んでいたが、実際は女。サンゾウの旅を終わらせるべくプロフェッサーDが作り出した。最期は五九によって倒された。
マシンガンブラザーズ
声 - 伊崎寿克、芝原チャコ、桜井敏治
アニメ版オリジナルキャラクター。恐竜の骨を模したバイクに乗った3人組のアソボット。個々の名前は不明。テンガロンハットを被ったセミショートの美形の男をリーダー格に、ロケットランチャーを使う太めの男とショットガンを使うヤンキー風の女という構成。一度五九に倒されていたため五九に対して3人とも少々臆病になっていた。49の鍵を集めようとしていたところを紫苑に唆され、五九盗賊団の持つ鍵と引き換えにするためにスージィ（と、成り行きで魅音）を誘拐したが、3人ともそれぞれ五九･トンゴー・ジョーとの一騎討ちであっけなく倒されてしまった。その後の行方は不明。
ラリーマリー
声 - BoA

## 漫画
タイトルは「アソボット五九」となっている。有森丈時原作、葵ろむ画の漫画作品が『週刊少年マガジン』に2001年から連載され、2002年には『マガジンSPECIAL』へと掲載誌移動。
本編の他、1000年前の現代を舞台にサンゾウとレイの出会いを描いた特別編「sanzo@rei（サンゾウ アンド レイ）」も掲載されている。

## アニメ
テレビ東京系列で2002年10月1日 - 2003年9月30日に放送された。
テレビ東京では本放送の終了2日後の2003年10月2日から木曜17時25分から17時55分に再放送が開始されたが、『シブスタ S.B.S.T』開始にともない2004年3月25日に途中打ち切りになっている。

### スタッフ
- 原作 - 有森丈時 / 葵ろむ （講談社『週刊少年マガジン』連載 『マガジンSPECIAL』連載）
- 監督 - 浜津守
- シリーズ構成 - 橋本裕志（第1話 - 第20話）、樹林伸（第21話 - 第52話）、中瀬理香（第21話 - 第36話）
- キャラクターデザイン - 二宮常雄
- 美術監督 - 中村隆
- 撮影監督 - 沖野雅英（第1話 - 第19話、第21話、第26話 - 第52話）、久保博志（第20話、第22話 - 第25話）
- 音楽 - 田中公平
- 音響監督 - たなかかずや
- ゼネラルプロデューサー - 長澤隆之
- プロデューサー - 東不可止、坂田雄馬、地引和夫
- 製作協力 - avex mode
- 製作 - テレビ東京、電通、エッグ

### 主題歌
オープニングテーマ
「BESIDE YOU -僕を呼ぶ声-」（第1話 - 第25話）
作詞 - 渡辺なつみ / 作曲 - BOUNCEBACK / 編曲 - h-wonder / 歌 - BoA
「我愛你（ウォー・アイ・ニー）」（第26話 - 第52話）
作詞 - 音羽志保 / 作曲・編曲 - 迫茂樹 / 歌 - dream
エンディングテーマ
「¡WAKE YOUR LOVE!」（第1話 - 第13話）
作詞 - motsu / 作曲 - t-kimura / 編曲 - Puertronic (t-kimura+Charlie K) / 歌 - move
「霞ゆく空背にして」（第14話 - 第25話）
作詞・作曲 - yasu / 編曲 - Janne Da Arc&Hajime Okano / 歌・演奏 - Janne Da Arc
「BURNING DANCE」（第26話 - 第38話）
作詞 - motsu / 作曲 - t-kimura / 編曲 - Puertronic (t-kimura+Charlie K) / 歌 - move
「LolitA☆Strawberry in summer」（第39話 - 第51話）
作詞・作曲 - BOUNCEBACK / 編曲 - ats- / 歌 - SweetS
挿入歌
「東遊記」
作詞・歌 - LADY Q / 作曲 - LADY Q & Kenn Nagai / 編曲 - Kenn Nagai
「GOKU the Bandit」
作詞 - 池田裕幾 / 作曲・編曲 - 鈴木daichi秀行 / 歌 - 高尾直樹

### 各話リスト
| 話 | 放送日         | サブタイトル                 | 脚本       | 絵コンテ       | 演出         | 作画監督        |
| -- | -------------- | ---------------------------- | ---------- | -------------- | ------------ | --------------- |
| 1  | 2002年 10月1日 | 大悪党・五九参上!            | 橋本裕志   | 浜津守         | 棚橋一徳     | 南伸一郎        |
| 2  | 10月8日        | 恐るべし! 破滅ウイルス       | 田村竜     | なかむらたかし | のがみかずお | 林千博          |
| 3  | 10月15日       | 死闘! ミロク村               | 静谷伊佐夫 | 浜津守         | 棚橋一徳     | 松坂定俊        |
| 4  | 10月22日       | 旅立ち、ジパングへ!          | 静谷伊佐夫 | 西山明樹彦     | 西山明樹彦   | 中井準          |
| 5  | 10月29日       | 結成! トンゴー盗賊団!?       | 浦沢義雄   | 菊池一仁       | 関田修       | 能地清          |
| 6  | 11月5日        | ジョー、哀しき過去           | 神戸一彦   | 吉田俊司       | 吉田俊司     | 南伸一郎        |
| 7  | 11月12日       | 恐るべき力・ヤズー!          | 浦沢義雄   | なかむらたかし | 秦義人       | 平塚知哉        |
| 8  | 11月19日       | 灼熱! サンゴの森             | 田村竜     | 菊池一仁       | 棚橋一徳     | 松坂定俊        |
| 9  | 11月26日       | 桜舞う! 刺客フィオーレ       | 神戸一彦   | 石山タカ明     | 西山明樹彦   | 工藤柾輝        |
| 10 | 12月3日        | ウィンド・竜巻のワナ!        | 静谷伊佐夫 | 菊田武勝       | 関田修       | 能地清          |
| 11 | 12月10日       | のろわれた巨神祭!            | 田村竜     | 吉田俊司       | 棚橋一徳     | 南伸一郎        |
| 12 | 12月17日       | 大蛇神、降臨!                | 神戸一彦   | 三原武憲       | のがみかずお | 高乗陽子        |
| 13 | 12月24日       | 五九・怒りの鉄拳!            | 神戸一彦   | 菊池一仁       | 棚橋一徳     | 松坂定俊        |
| 14 | 2003年 1月7日  | 荒野の騎士・ペガサスナイト   | 静谷伊佐夫 | 石山タカ明     | 西山明樹彦   | 河合静男        |
| 15 | 1月14日        | 超怪力エレファントビショップ | 浦沢義雄   | 菊田武勝       | 関田修       | 能地清          |
| 16 | 1月21日        | ブンガク村・記憶の塔         | 静谷伊佐夫 | 菊田武勝       | 吉田俊司     | 南伸一郎        |
| 17 | 1月28日        | ごちそう天国!? 料理村        | 浦沢義雄   | 三原武憲       | 秦義人       | 平塚知哉        |
| 18 | 2月4日         | 角笛を吹く少年               | 田村竜     | 菊池一仁       | 嵩城溯葉     | 馬場俊子        |
| 19 | 2月11日        | サンゾウVSキャットルーク     | 田村竜     | 石山タカ明     | 西山明樹彦   | 山沢実          |
| 20 | 2月18日        | ひらかれた伝説の扉           | 田村竜     | 浜津守         | みくりや恭輔 | 大阪竹志        |
| 21 | 2月25日        | グレートベガスグランプリ     | 浦沢義雄   | 菊池一仁       | 山田徹       | 竹内進二        |
| 22 | 3月4日         | ゴーストタウン慕情           | 静谷伊佐夫 | 三原武憲       | 三原武憲     | 高乗陽子        |
| 23 | 3月11日        | 迷宮の悪魔・デモーナ         | 神戸一彦   | まなかゆきお   | 秦義人       | 平塚知哉        |
| 24 | 3月18日        | 守れ! ジュモク村             | 中瀬理香   | 嵩城溯葉       | 嵩城溯葉     | 南伸一郎        |
| 25 | 3月25日        | 救世主・五九!?               | 田村竜     | 秦義人         | みくりや恭輔 | 大阪竹志        |
| 26 | 4月1日         | 摩天楼の森・ルコラ王国       | 田村竜     | 石山タカ明     | 西山明樹彦   | 山沢実          |
| 27 | 4月8日         | アソペット・五九!?           | 浦沢義雄   | のがみかずお   | のがみかずお | 斎藤和也        |
| 28 | 4月15日        | 秘密の恋人                   | 神戸一彦   | 山田徹         | 山田徹       | 竹内進二        |
| 29 | 4月22日        | 激突!! サイトスVS五九        | 静谷伊佐夫 | まなかゆきお   | 秦義人       | 平塚知哉        |
| 30 | 4月29日        | 決着!! 最強の勝者            | 静谷伊佐夫 | 菊池一仁       | 嵩城溯葉     | 南伸一郎        |
| 31 | 5月6日         | 御用だ! 五九盗賊団           | 浦沢義雄   | 秦義人         | 奥村吉昭     | 平塚知哉        |
| 32 | 5月13日        | リトルジパングの謎           | 浦沢義雄   | 三原武憲       | 三原武憲     | 中野彰子        |
| 33 | 5月20日        | クラマ道場のカリン           | 中瀬理香   | 岩間貴         | 西山明樹彦   | 山沢実          |
| 34 | 5月27日        | 大勝負!! 砂漠の武闘大会      | 中瀬理香   | 山田徹         | 山田徹       | 佐久間健        |
| 35 | 6月3日         | 奇跡の村・リングの謎         | 神戸一彦   | 菊池一仁       | 秦義人       | 平塚知哉        |
| 36 | 6月10日        | 蘇る宿敵・ヤズー             | 神戸一彦   | 嵩城溯葉       | 嵩城溯葉     | 南伸一郎        |
| 37 | 6月17日        | 五九盗賊団、北へ!!           | 田村竜     | まなかゆきお   | 原口浩       | 谷口淳一郎      |
| 38 | 6月24日        | 無限! ジョイスティック!!     | 田村竜     | のがみかずお   | のがみかずお | 斎藤和也        |
| 39 | 7月1日         | 雪原の迷い子                 | 静谷伊佐夫 | 岩間貴         | 西山明樹彦   | 山沢実          |
| 40 | 7月8日         | サンゾウを待つ男             | 静谷伊佐夫 | 山田徹         | 山田徹       | 佐久間健        |
| 41 | 7月15日        | 再会・オーロラの街           | 神戸一彦   | 秦義人         | 秦義人       | 平塚知哉        |
| 42 | 7月22日        | 回転! ガッツで大バトル       | 浦沢義雄   | 菊池一仁       | 三境衛       | 南伸一郎        |
| 43 | 7月29日        | 誇り高き宿敵!!               | 静谷伊佐夫 | 奥村吉昭       | 奥村吉昭     | 平塚知哉        |
| 44 | 8月5日         | 竜宮島のマーメイ             | 浦沢義雄   | 三原武憲       | 三原武憲     | 木下ゆうき      |
| 45 | 8月12日        | 東の果て・ジパング!!         | 上鷺次郎   | 浜津守         | 西山明樹彦   | 山沢実          |
| 46 | 8月19日        | 双頭の龍                     | 田村竜     | 山田徹         | 山田徹       | 佐久間健        |
| 47 | 8月26日        | 幻惑のバイオリン!            | 神戸一彦   | 秦義人         | 秦義人       | 平塚知哉        |
| 48 | 9月2日         | あやつり舞台のトランペット!  | 浦沢義雄   | 香川豊         | 佐々木皓一   | 南伸一郎        |
| 49 | 9月9日         | カルテット 死の四重奏!       | 静谷伊佐夫 | 奥村吉昭       | 奥村吉昭     | 古沢英明        |
| 50 | 9月16日        | 49の鍵そろいし時             | 田村竜     | ターマ三原     | 木下ゆうき   | 木下ゆうき      |
| 51 | 9月23日        | 時空を超えた再会             | 上鷺次郎   | 岩間貴         | 西山明樹彦   | 山沢実 佐久間健 |
| 52 | 9月30日        | 不滅の五九盗賊団!!           | 上鷺次郎   | 浜津守         | 浜津守       | 平塚知哉        |